# Jens Stryger Larsen
Jens Stryger Larsen (Sakskøbing, 21 de fevereiro de 1991) é um futebolista dinamarquês que atua como lateral-direito. Atualmente joga pelo Malmö.

## Carreira

### Brøndby
Stryger Larsen começou a carreira no Brøndby.

### Udinese
Stryger Larsen se transferiu para a Udinese Calcio, em 2017.

## Carreira
Foi convocado para defender a Seleção Dinamarquesa de Futebol na Copa do Mundo de 2018.